# Coprosma acerosa
Coprosma acerosa är en måreväxtart som beskrevs av Allan Cunningham. Coprosma acerosa ingår i släktet Coprosma och familjen måreväxter. Inga underarter finns listade i Catalogue of Life.